# Осакский филармонический оркестр
Осакский филармонический оркестр (яп. 大阪フィルハーモニー交響楽団) — японский симфонический оркестр, базирующийся в городе Осака.
Основанный в 1947 году как Симфонический оркестр региона Кансай, филармонический оркестр Осака получил своё нынешнее название в 1960 году. Его основатель дирижёр Такаси Асахина руководил оркестром в течение 55 лет до своей смерти в 2001 году. В 2003 году его место художественного руководителя занял Эйдзи Оуэ. Осакский филармонический оркестр регулярно выступает в Японии, записывает компакт-диски и гастролирует в Европе, Северной Америке, Корее и Тайване. В апреле 2007 года оркестр отпраздновал своё шестидесятилетие.

## Художественные руководители
- Такаси Асахина (1947—2001)
- Эйдзи Оуэ (с 2003)